# Sergipe
Sergipe je brazilský spolkový stát na severovýchodě Brazílie. Je rozlohou nejmenším brazilským spolkovým státem. Má hranice se spolkovými státy Alagoas a Bahía, leží na pobřeží Atlantského oceánu. Sergipe měla podle sčítání v roce 2005 1 970 371 obyvatel a má rozlohu 22 050,3 km². Hustota zalidnění je 91,3 obyvatel na km². Hlavní město spolkového státu je Aracaju. Spolkový stát má jméno podle řeky Rio Sergipe, na jejímž západním břehu leží hlavní město Aracaju. Severní hranici s státem Alagoas tvoří řeka São Francisco.

## Města

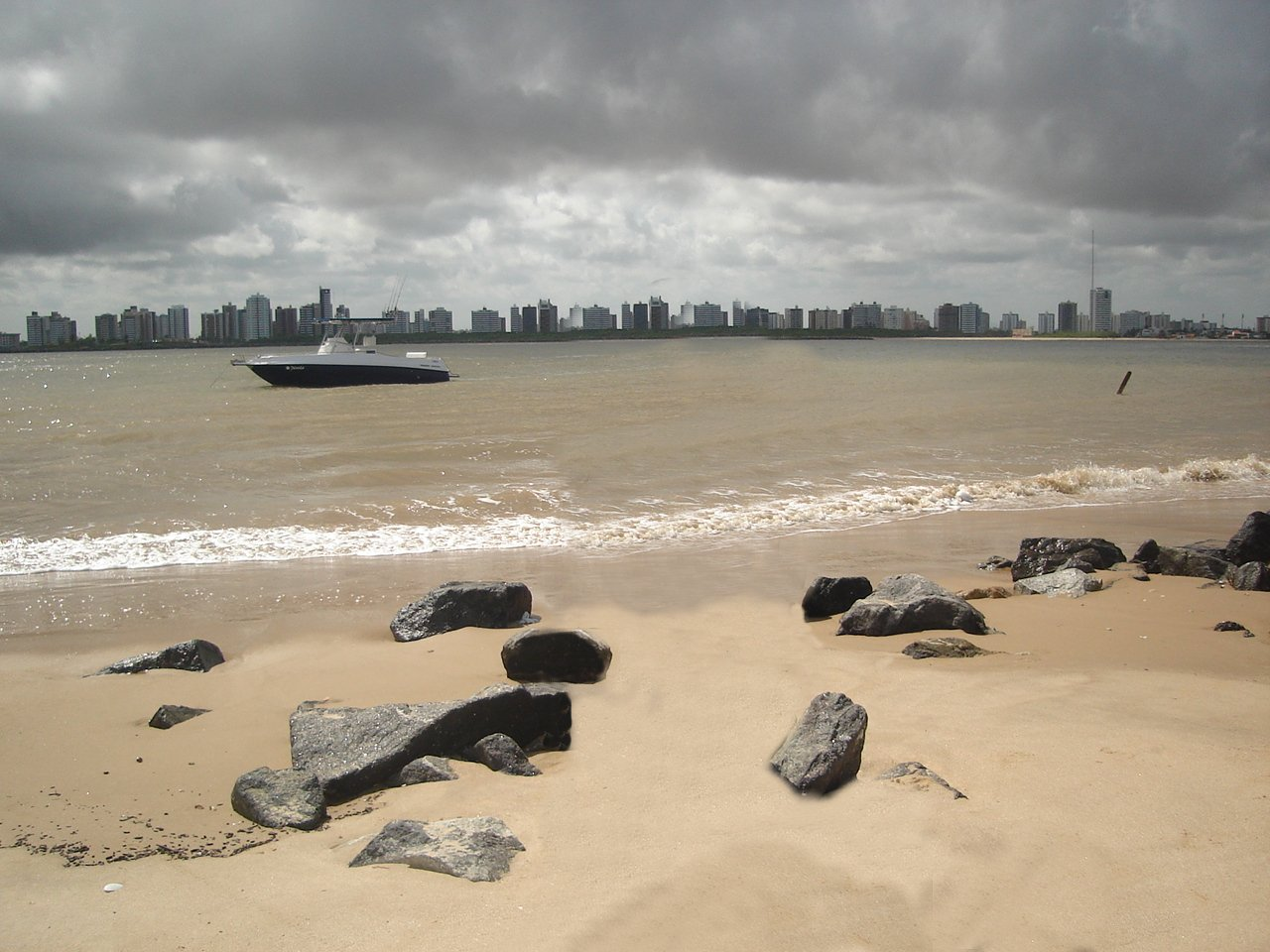
Město Aracaju a řeka Río Sergipe

Největší města spolkového státu Sergipe, počet obyvatel k 1. červenci 2004:
- Aracaju – 491 898
- Nossa Senhora do Socorro – 164 569
- Lagarto – 89 075
- Itabaiana – 82 957
- São Cristóvão – 73 415
- Estancia – 61 636
- Tobias Barreto – 46 043
- Simao Dias – 39 182
- Itabaianinha – 37 798
- Poco Redondo – 29 032
- Nossa Senhora da Gloria – 28 671
- Propria – 28 562
- Itaporanga d'Ajuda – 28 128
- Capela – 27 243
- Porto da Folha – 26 787
- Laranjeiras – 25 928
- Boquim – 24 790
- Nossa Senhora das Dores – 23 523
- Umbauba – 21 391
- Poco Verde – 21 157
- Caninde de Sao Francisco – 20 977
- Barra dos Coqueiros – 20 413
- Riachao do Dantas – 20 336